# 罗克珊娜
羅克珊娜（古波斯語：Roshanak，萝莎娜可，意为“闪耀的小星”，或者“光亮”），她出身巴克特利亚贵族，出生日期不詳，但推斷至少於前342年以前出生。羅克珊娜是巴克特利亞贵族奧克夏特斯的女儿，当馬其頓亚历山大大帝奪下一个粟特岩山的要塞後俘虜了她，隨後於公元前327年或前328年與亚历山大大帝结婚，成為亚历山大的第一位王后。巴克特利亞是波斯帝国诸行省中最后落入亚历山大手中的，这次联姻使得巴克特利亞當地貴族的抵抗逐漸平息。古代史料显示亚历山大十分爱她。羅克珊娜伴随亚历山大经历了公元前326年的印度战争。

## 亞歷山大大帝的王后
羅克珊娜的父親奧克夏特斯是巴克特里亞的貴族，根據古代歷史學家所記載，罗克珊娜容姿端麗，舉止高雅，甚至被讚譽在當時全亞細亞的美女中排在第二，貌美僅次於大流士三世的王后斯妲特拉一世。羅克珊娜至少還有兩位姊妹以及一位兄弟名為伊塔涅斯（Itanes）。
馬其頓國王亞歷山大大帝進軍巴克特里亞地區後，罗克珊娜的父親奧克夏特斯和其他貴族領袖皆跟隨斯皮塔米尼斯起兵叛變反抗亞歷山大，使得馬其頓對於巴克特里亞的統治動盪不安而難以平息，這讓亞歷山大相當困擾。古代史料對於羅克珊娜與亞歷山大首次相遇的情節有些分歧，阿里安等認為羅克珊娜是在粟特岩山戰役後被亞歷山大所俘虜而相遇，後促使奧克夏特斯投降。但相反地，庫爾提烏斯則是認為相遇是在奧克夏特斯投降之後，雙方於宴席上見面。然而，古代史料都一致同意羅克珊娜曾是亞歷山大的俘虜。
多數古代記載，當亞歷山大見到羅克珊娜後便被她的美貌所吸引而一見鍾情，但亞歷山大不願意因為羅克珊娜是俘虜就可以強上，他不顧其他多數馬其頓人的反對，決定正式迎娶她為自己的王后，這之後成為有關亞歷山大的一段佳話。然而，現代學者們多認為亞歷山大此舉還有其他動機，如利用婚姻來安撫巴克特里亞貴族階級敵視的情緒，來平息叛亂，以及日後帝國東西民族融合問題。無論如何，對於馬其頓人來說，亞歷山大與羅克珊娜的婚禮是猝然且所料未及的。打從亞歷山大東征前，馬其頓老臣帕曼紐等都勸告亞歷山大娶妻，亞歷山大皆沒有聽從。再與羅克珊娜相遇前亞歷山大尚有一位波斯希臘混血的情婦巴耳馨，她是聲望崇高的波斯貴族阿爾塔巴左斯之女，其父深受亞歷山大重用，更不說巴耳馨與亞歷山大之間還有一個私生子海格力斯，才剛出世不久，儘管如此亞歷山大都沒有給巴耳馨相應的名份。

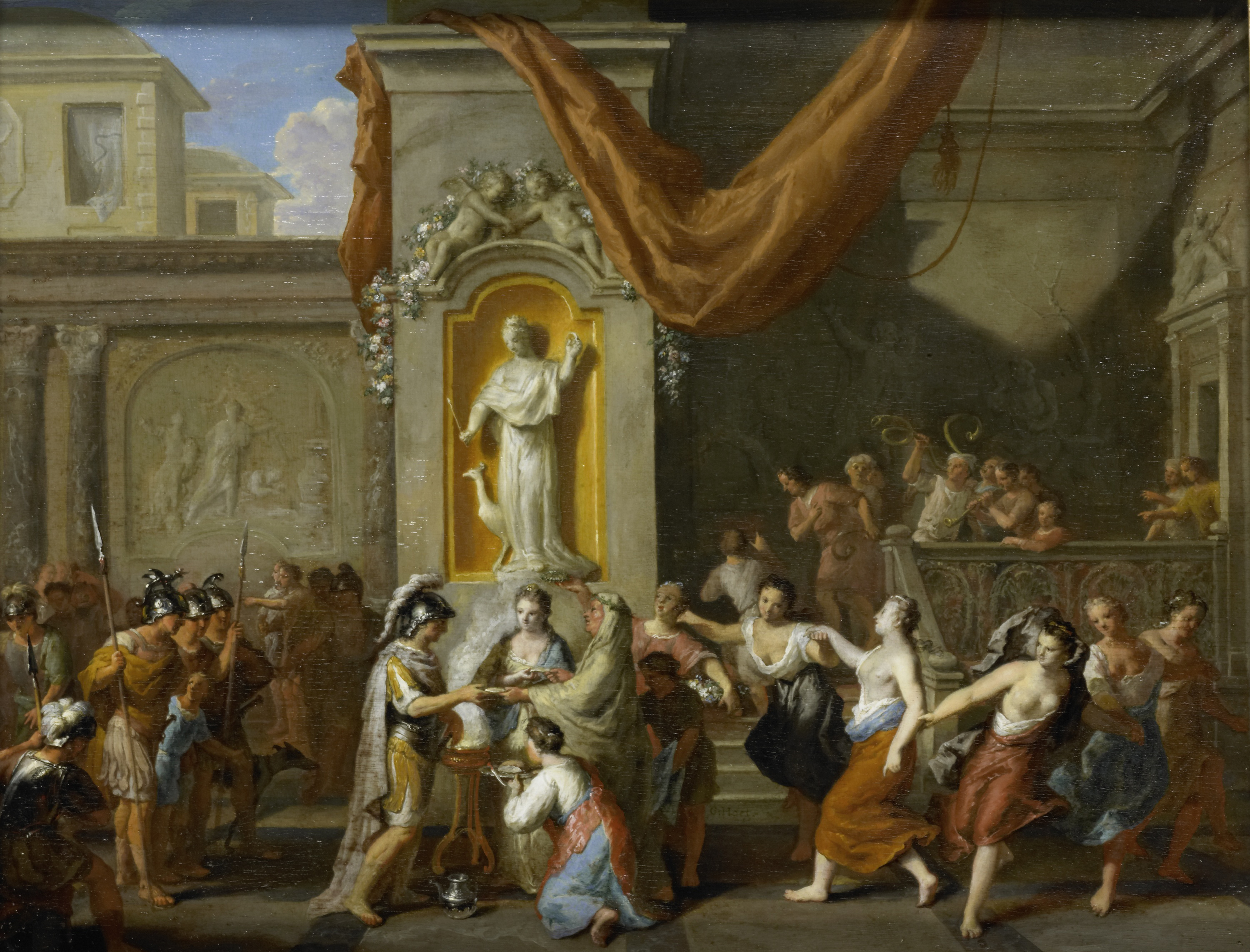
《亞歷山大大帝和巴克特里亞的羅克珊娜結婚》，杰拉德·赫特（Gerard Hoet，1648 – 1733）所繪。

與羅克珊娜婚禮依馬其頓–巴克特里亞式習俗舉行，她與亞歷山大的婚姻日後也成為馬其頓士兵不滿的其中之一原因，他們認為國王不該娶一位俘虜為妻，何況還是個東方人，地位也不高。婚後羅克珊娜沒有政治上扮演顯著角色，但無疑亞歷山大對她有著特別待遇，依據馬其頓王室傳統，國王出征時通常不會帶著妻室，亞歷山大卻讓羅克珊娜伴隨著整個印度征服行動，甚至期間羅克珊娜還曾為亞歷山大懷胎，但孩子在大軍進軍希達斯皮斯河時早夭或流產。
前324年，亞歷山大在蘇薩集體婚禮迎娶兩位波斯王室公主斯妲特拉二世和帕瑞薩娣絲二世為王后，儘管史書上沒有提到這是否對羅克珊娜地位上有影響，但可想的是應是負面居多，畢竟她在血統和東方貴族影響力上無法與正統的阿契美尼德王室相比闢。從之後羅克珊娜參與斯妲特拉二世謀殺案一事可知，波斯公主存在確實對羅克珊娜來說是個地位上的威脅。儘管亞歷山大迎娶波斯公主一事傷害到羅克珊娜的地位，但兩人關係似乎沒有甚麼太多惡化，蘇薩集體婚禮之後不久羅克珊娜又再度懷孕。

## 巴比倫
前323年，亞歷山大大帝在巴比倫突然健康惡化，此時跟在身邊的王后是羅克珊娜而不是新娶的斯妲特拉二世和帕瑞薩娣絲二世。後來中世紀文學色彩較重的《亞歷山大傳奇》（Alexander Romance）中，有著一段情節描寫兩人深刻的感情，其中提到羅克珊娜細心照料躺在病床上的亞歷山大，自知時日不多的亞歷山大在半夜暗自離開病床，是羅克珊娜發現，並在幼發拉底河畔哭喊著阻止尋短的丈夫。這段情節或許不是史實，但也代表中世紀人們對亞歷山大和羅克珊娜的感情認知。
同年夏季，亞歷山大大帝在臨死前把象徵王權的印戒交給他的左右手佩爾狄卡斯，連同拉著身旁羅克珊娜的手一同交付給佩爾狄卡斯的手上，意謂著把妻子託付給他照顧，隨即過世。他並沒有留下合法的子嗣，雖然羅克珊娜尚有身孕，但尚不知性別，帝國隨即爆發繼承權爭議。佩爾狄卡斯在巴比倫會議中提議王位要待王后羅克珊娜生產後視男或女再決定，但這提議遭到其他步兵派軍官所反對，雙方情勢相當緊張，戰事一蹴及發。最後兩方和解下，讓亞歷山大心智有問題的哥哥腓力三世擁立為王，且如果羅克珊娜未出世的孩子如果是男性的話也將會被一同擁立為王。
緊接著，佩爾狄卡斯和羅克珊娜合謀誘殺了另一位王后斯妲特拉二世，根據古羅馬作家普魯塔克記載，羅克珊娜之前對於斯妲特拉二世相當忌妒，儘管沒有一份史料記載當時斯妲特拉二世已經懷孕，但很可能羅克珊娜和佩爾狄卡斯擔心她會「宣稱」已經懷孕，這會造成已經混亂繼承權問題雪上加霜。幾個月後，羅克珊娜生下了遺腹子亞歷山大四世，旋即被擁立為王。

## 繼業者戰爭
依附在帝國攝政佩爾狄卡斯權勢之下的羅克珊娜，並沒有什麼機會登上政治舞台，當佩爾狄卡斯象徵性帶著兩位國王先後征討卡帕多細亞和埃及總督托勒密時，羅克珊娜也被一同攜帶著。前320年，佩爾狄卡斯在埃及因戰事不利，遭到自軍以培松為首的將領所刺殺，此後腓力三世的王后歐律狄刻企圖利用這段權力空窗期來奪取大權，這段期間無權無勢的羅克珊娜只能隨波逐浪。特里帕拉迪蘇斯分封協議之後，新任帝國攝政安提帕特帶著兩位國王和羅克珊娜返回馬其頓本土。當安提帕特病逝後，兩位國王和羅克珊娜又交給新攝政波利伯孔手上，並且她很可能跟著兩位國王被波利伯孔一起帶著進軍希臘。出身東方的羅克珊娜既無聲望，又缺乏影響力，在繼業者戰爭期間幾乎被希臘和馬其頓人所忽視，她和她年幼的兒子亞歷山大四世成為了諸將政治鬥爭的受害者。
而後波利伯孔以給予亞歷山大四世監護人身份為條件，請求亞歷山大大帝的母親奧林匹亞絲介入戰爭之中，這裡史書同樣沒有論及羅克珊娜的處境，只知道她落入奧林匹亞絲控制之下。前317年，奧林匹亞絲帶著亞歷山大四世擊敗腓力三世的王后歐律狄刻，奪下馬其頓本土，败杀腓力三世夫妇，但同年即被卡山德所痛擊，被包圍在彼得那城內，羅克珊娜和其他王室成員也在圍城之中。隔年，奧林匹亞絲被迫投降，但是意圖謀取王位的卡山德在前316年攻克彼得那城內後，違背諾言處死奧林匹亞絲，並將罗克珊娜母子軟禁于安菲波利斯（Amphipolis）的一处要塞之中，由部將格勞西亞斯（Glaucias）监守。而因為亞歷山大四世作为亞歷山大的帝國的正統繼承人的身份，最後羅克珊娜母子終難免於卡山德的毒手，大約於前310年前後被卡山德密令格劳西亚斯所毒杀。

## 电影
2004年，奥利弗斯通导演的史诗传记电影《亚历山大》中，蘿莎瑞·道森扮演罗克珊娜，而科林·法雷尔扮演亚历山大大帝。

## 註腳
1. ↑  庫爾提烏斯 《Historiae Alexandri Magni》, 8.4
2. ↑  阿里安, 《亞歷山大遠征記》4.19
3. ↑  Ogden, Daniel ,1997, 第44頁
4. ↑  Elizabeth Donnelly Carney ,2000, 第103頁
5. ↑  Waldemar Heckel ,2008, 第242頁
6. ↑  庫爾蒂烏斯 《Historiae Alexandri Magni》, 5.4
7. ↑  Ogden, Daniel ,1997, 第46頁
8. ↑  Edward Anson ,2004, 第57頁
9. ↑  普魯塔克, 《希臘羅馬名人傳:亞歷山大》77
10. ↑  Elizabeth Donnelly Carney ,2006, 第70頁